# أولى ثانوي (فلم)
أولى ثانوي هو فيلم درامي-عائلي مصري، من إخراج محمد أبو يوسف ومها المشري وتأليف محمد أبو يوسف وأشرف محمد. الفيلم من بطولة نور الشريف وميرفت أمين وماهر عصام. صدر الفيلم في 3 مارس 2001. كما حصل الفيلم العديد من الجوائز من مهرجان الإسكندرية الدولي الخامس عشر.

تاريخ عرض الفيلم يوافق ثاني أيام عيد الأضحى 1421 هـ.

## ملخص للقصة
يرتكب الطبيب الجراح حمزة (نور الشريف ) خطأ يؤدى لوفاة طفلة فيحكم عليه بالسجن ويمنع عن ممارسة المهنة. تدخل حياته في عزلته الأرملة راوية بعد أن تعرف عليها في أحد المزادات ويتعرف بعد ذلك على ثلاثة من الشباب المراهقين الفاشلين فيعطف عليهم ويجدون فيه الملجأ لهم وإثر وفاة أحدهم يزداد حب حمزة للشابين ويحاول وضعهم على الطريق الصحيح وتتوالى الأحداث.

## طاقم العمل
- نور الشريف بدور حمزة
- ميرفت أمين
- إبراهيم نصر
- حنان يوسف
- سوسن بدر
- سيف عبدالرحمن
- يوسف عيد بدور نعيم
- لبنى محمود
- أحمد كمالي
- أحمد سامي عبدالله
- ماهر عصام
- شريف بدوى بدور غالى
- أحمد حسنين
- نور قدري
- يامين ابوطالب
- (محمد أبو سيف) محمد صلاح أبو سيف
- جلال عبدالقادر
- محمد جلال

## الجوائز
حصد الفيلم العديد من الجوائز من مهرجان الإسكندرية الدولي الخامس عشر منها جائزة الإنتاج الأولى، جائزة أفضل فيلم عربي، جائزة أفضل ممثل (نور الشريف)، جائزة أفضل ممثلة (ميرفت أمين)، جائزة أفضل سيناريو، جائزة الإخراج.

## روابط خارجية
- مقالات تستعمل روابط فنية بلا صلة مع ويكي بيانات